# Видвальд, Феликс
Феликс Видвальд (нем. Felix Wiedwald; род. 15 марта 1990, Тедингхаузен) — немецкий футболист, вратарь клуба «Зандхаузен».

## Клубная карьера
Феликс в детстве занимался гандболом, начал свои занятия футболом в детской команде «Ахим», выступая на позиции нападающего. В возрасте 9 лет он перешёл в юношескую команду «Вердера».
В составе бременцев Видвальд выигрывал юношеский и молодёжный чемпионат Германии. В январе 2009 года молодой вратарь был приглашён на тренировочные сборы с основным составом. С сезона 2009/10 начал выступать в Третьей лиге за вторую команду «Вердера», в которой дебютировал 26 сентября 2009 года в игре против «Карл Цейсс». В том сезоне Феликс провёл 15 игр, из них в трёх сохранил свои ворота в неприкосновенности. В феврале 2010 года голкипер подписал свой первый профессиональный контракт сроком на 2 года. В сезоне 2010/11 Видвальд сыграл 24 матча, пропустил 35 мячей.

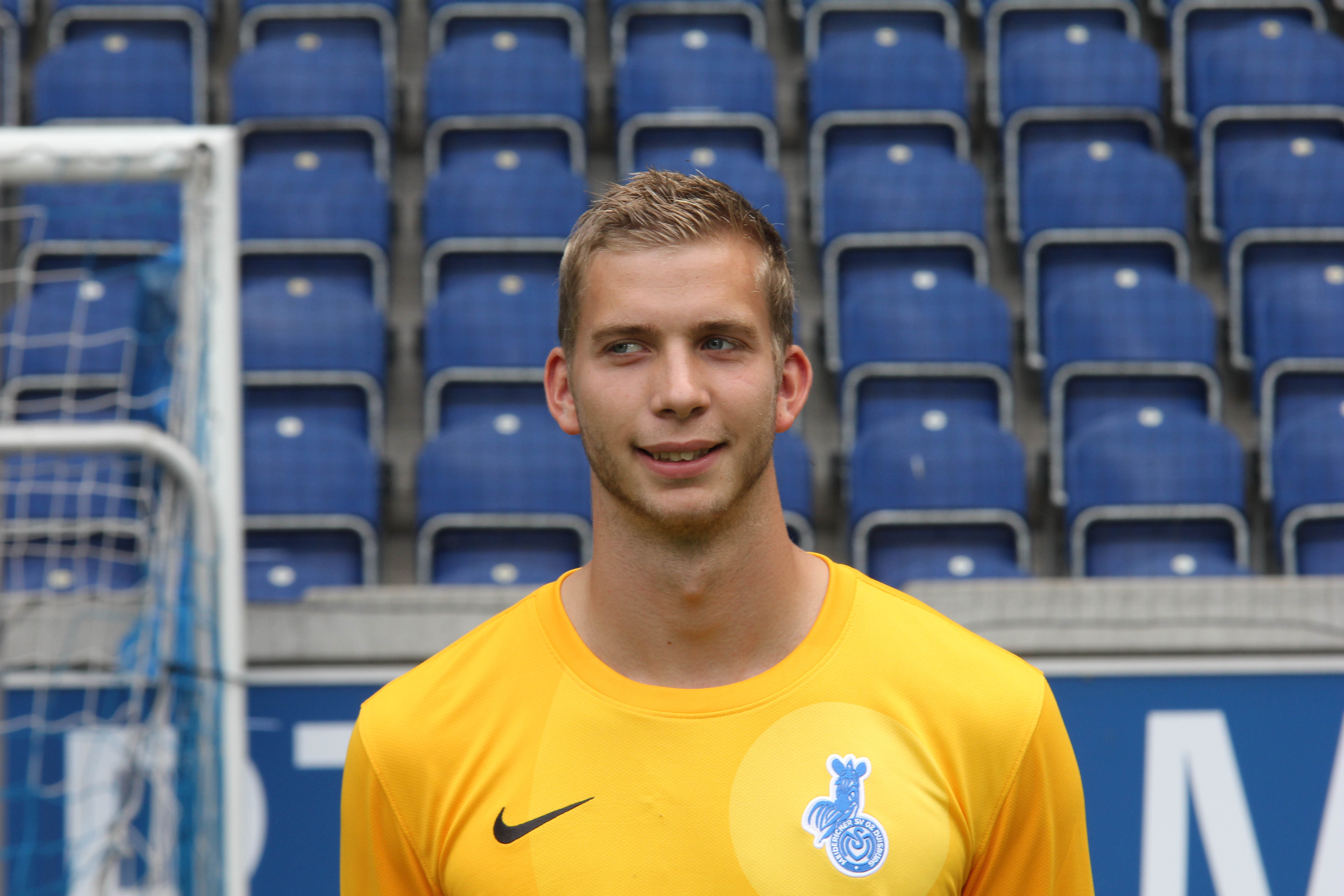
Видвальд в составе «Дуйсбурга»

Летом 2011 года Феликс перешёл в «Дуйсбург», выступавший во Второй Бундеслиге. Свой дебютный матч на новом уровне он провёл 18 ноября 2011 года против брауншвейгского «Айнтрахта». Видвальд приобретался «Дуйсбургом» в качестве замены Флориану Фромловицу, однако ему удалось вытеснить более опытного коллегу из стартового состава. В сезоне 2012/13 провёл 27 игр, из них девять на ноль. 31 октября 2012 года в матче Кубка Германии против «Карлсруэ» был удалён с поля на 89-й минуте за бросок мячом в сторону арбитра, который расценил это как неспортивное поведение и показал красную карточку игроку.
Летом 2013 года «Дуйсбург» не смог продлить лицензию и был переведён в Третью лигу. Феликс покинул клуб и перешёл во франкфуртский «Айнтрахт». Первый матч за новую команду Феликс провёл в заключительном матче группового этапа Лиги Европы против кипрского АПОЭЛа.
В сезоне 2015/16 Видвальд заключил контракт с бременским «Вердером» до 30 июня 2017 года. А в июне 2018 года немецкий футболист вернулся в «Айнтрахт», подписав с клубом контракт до 2021 года.
В январе 2019 года Видвальд перешёл на правах аренды в «Дуйсбург».
5 октября 2020 года подписал контракт до конца сезона с нидерландским клубом «Эммен».

## Карьера в сборной
В 2009 году Феликс провёл один матч за юношескую сборную Германии (до 20 лет), выйдя на замену в товарищеском матче против сборной Австрии.